# Бангор (тауншип, Миннесота)
Бангор (англ. Bangor) — тауншип в округе Поп, Миннесота, США. На 2000 год его население составило 217 человек.

## География
По данным Бюро переписи населения США площадь тауншипа составляет 90,9 км², из которых 90,8 км² занимает суша, а 0,2 км² — вода (0,17 %).

## Демография
По данным переписи населения 2000 года здесь находились 217 человек, 66 домохозяйств и 50 семей.  Плотность населения —  2,4 чел./км².  На территории тауншипа расположено 77 построек со средней плотностью 0,8 построек на один квадратный километр. Расовый состав населения: 97,70 % белых, 0,92 % коренных американцев и 1,38 % приходится на две или более других рас. Испанцы или латиноамериканцы любой расы составляли 0,46 % от популяции тауншипа.
Из 66 домохозяйств в 42,4 % воспитывались дети до 18 лет, в 72,7 % проживали супружеские пары и в 24,2 % домохозяйств проживали несемейные люди. 19,7 % домохозяйств состояли из одного человека, при том 12,1 % из — одиноких пожилых людей старше 65 лет. Средний размер домохозяйства — 3,29, а семьи — 3,88 человека.
36,9 % населения — младше 18 лет, 8,8 % — в возрасте от 18 до 24 лет, 27,2 % — от 25 до 44, 17,5 % — от 45 до 64, и 9,7 % — старше 65 лет. Средний возраст — 32 года. На каждые 100 женщин приходилось 114,9 мужчин.  На каждые 100 женщин старше 18 приходилось 101,5 мужчин.
Средний годовой доход домохозяйства составлял 38 125 долларов, а средний годовой доход семьи —  46 250 долларов. Средний доход мужчин —  26 250  долларов, в то время как у женщин — 23 750. Доход на душу населения составил 12 600 долларов. За чертой бедности находились 8,7 % семей и 17,2 % всего населения тауншипа, из которых 22,5 % младше 18 и 22,2 % старше 65 лет.